# 泰斯瑪麗·阿古路
泰斯瑪麗·阿古路（西班牙語：Taismary Agüero，1977年3月5日—），生于古巴亞瓜海，前古巴和意大利女子排球運動員，曾經協助這兩支國家隊合共奪得過6次世界冠軍（1995年世界盃、1996年亞特蘭大奧運會、1998年世界女排錦標賽、1999年世界盃、2000年悉尼奧運會、2007年世界盃）。

## 生平
阿古路於1994年加入古巴女排國家隊，司職主攻手，是古巴女排八連冠中後期重要人物。
千禧過後，古巴女排完成八連冠壯舉，但免不了主力球員流失，直接導致實力大幅度下降。 除了很多黃金一代球員年齡偏大而淡出外，還有古巴女排乃舉國體制產物，加上古巴在1961年已取消職業聯賽，國內排球員工資過低，像阿古路這些黃金一代球員早已登陸意大利等歐洲聯賽謀生。 2001年，古巴女排發生了著名的「出走事件」，當時古巴排協不允許阿古路等球員繼續留在意大利打球，結果她們決定了「出走」，後來和當地人結婚成為意大利公民，導致其被逐出國家隊。 這一事件過後，讓古巴排協作出了全面禁止現役國家隊隊員出國打球的規定，要出國打球者只能在古巴女排國家隊中名單除名。
她幾年後改投意大利女排，並參加2007年世界盃賽，最終奪冠，成為至今唯一代表過兩支女排國家隊并奪得世界冠軍的球員。